# La Nymphe à la source
Ne doit pas être confondu avec La Nymphe de la source.
La Nymphe à la source est un tableau réalisé par le peintre allemand Lucas Cranach l'Ancien vers 1537. Exécuté à la peinture à l'huile sur bois, il représente une nymphe étendue près d'une source, son corps nu visible sous un fin voile transparent. Legs de Jean Gigoux en 1894, l'œuvre est conservée au musée des Beaux-Arts et d'Archéologie de Besançon, à Besançon, en France.
Il s'agit de l'une des multiples versions que l'artiste a produites sur ce sujet, une autre étant par exemple La Nymphe de la source, au musée Thyssen-Bornemisza, à Madrid, en Espagne.

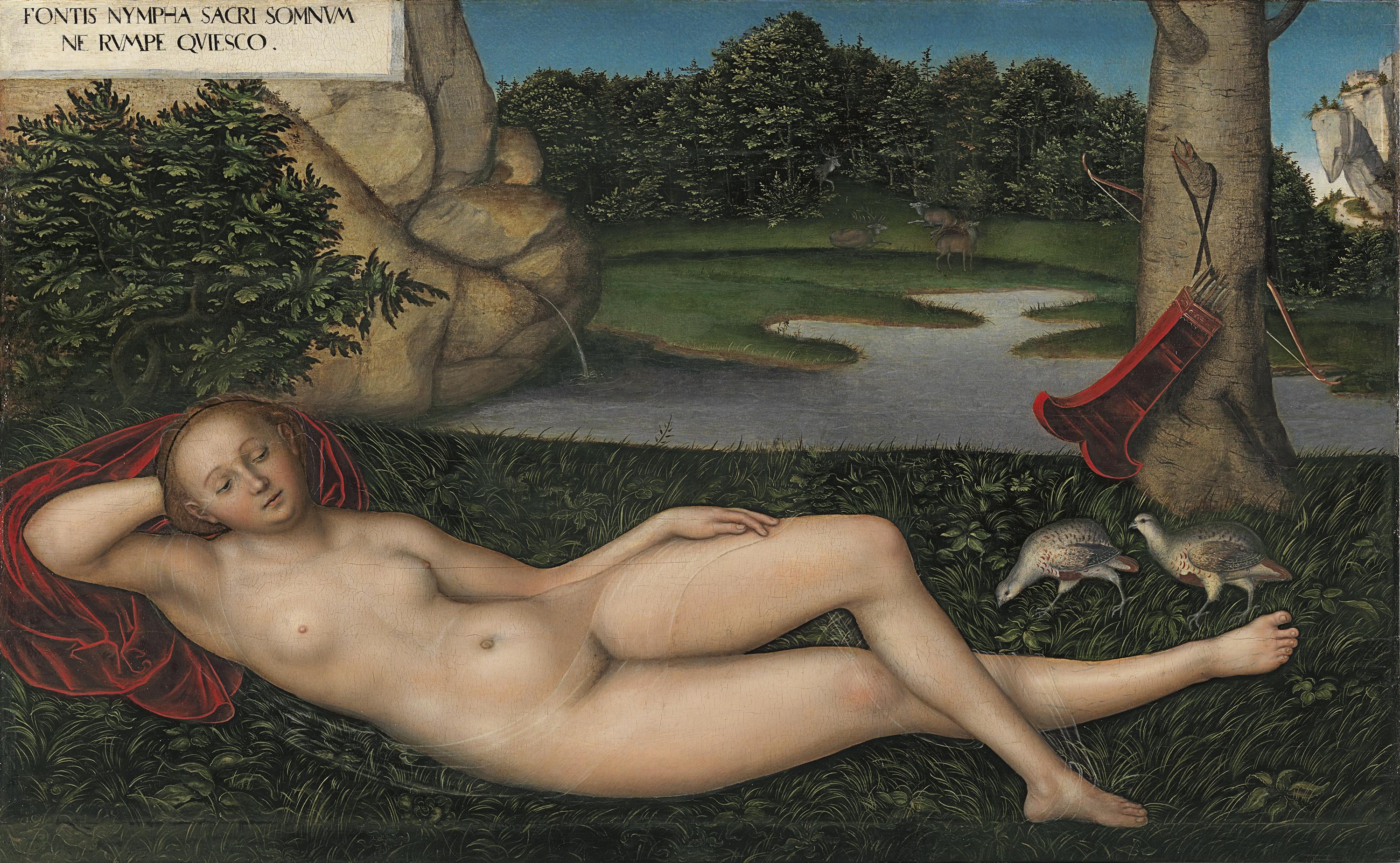
La Nymphe de la source, vers 1530-1534 – Musée Thyssen-Bornemisza, Madrid.